# Little Busters! (serie animata)
Little Busters! (リトルバスターズ?, Ritoru Basutāzu!) è una serie televisiva anime diretta da Yoshiki Yamakawa e prodotta da J.C.Staff, ispirata all'omonima visual novel di Key. L'anime è stato trasmesso in Giappone dal 6 ottobre 2012 al 6 aprile 2013 sulla rete televisiva Tokyo MX. La sceneggiatura dell'anime è stata curata da Michiru Shimada, mentre il character design è di Haruko Iizuka sulla base di quello del gioco originale, curato da Itaru Hinoue e da Na-Ga.

## Trama
Little Busters! è ambientato in un liceo giapponese e la sua trama si sviluppa principalmente intorno a due temi: l'infanzia e l'adolescenza. Riki Naoe, il protagonista maschile, è un ragazzo all'apparenza debole, che tuttavia, dietro il suo aspetto fisico, cela un carattere determinato (frutto di un passato difficile) e molto buon senso. Sin dall'infanzia Riki fa parte di un gruppo di amici soprannominato Little Busters, il cui leader, nonché membro più anziano, Kyousuke Natsume ama proporre ai suoi compagni le idee più assurde, conducendo così Riki, sua sorella minore Rin Natsume (amante dei gatti e incredibilmente timida), Masato Inohara (compagno di stanza di Riki, sempre alla ricerca di nuovi allenamenti per incrementare la sua massa muscolare) e Kengo Miyazawa (rivale di Masato e cinico campione di kendo) nelle più disparate avventure.
La visual novel in particolare inizia il 13 maggio 2007, una domenica come tante in cui Kyousuke decide di organizzare una partita di baseball. I membri dei Little Busters, però, non sono sufficienti e così lo stravagante leader del gruppo incarica Riki e Rin di trovare cinque nuovi membri all'interno della scuola. Alla fine della ricerca Komari Kamikita, Haruka Saigusa, Kanata Futaki, Kudryavka Noumi (protagonista dell'ottava visual novel della Key; Kud Wafter), e Yuiko Kurugaya, si aggregheranno ai Little Busters, dando così avvio al loro viaggio nell'adolescenza verso la maturità.

## Personaggi e doppiatori
- Hikaru Midorikawa: Kyōsuke Natsume
- Tomoe Tamiyasu: Rin Natsume
- Yui Horie: Riki Naoe
- Keiko Suzuki: Haruka Saigusa
- Naomi Wakabayashi: Kudryavka Noumi
- Natsumi Yanase: Komari Kamikita
- Nobutoshi Canna: Masato Inohara
- Ryouko Tanaka: Yuiko Kurugaya
- Sora Tokui: Sasami Sasasegawa
- Yuiko Tatsumi: Mio Nishizono
- Yusei Oda: Kengo Miyazawa

## Colonna sonora

### Little Busters!
Sigla di apertura
- Little Busters! cantata da Rita

Sigle di chiusura
- Alicemagic cantata da Rita
- Amenochi hare (雨のち晴れ?) cantata da Rita (ep. 14 e 23)

### Little Busters! Refrain
Sigla di apertura
- Boys be Smile cantata da Suzuyu

Sigle di chiusura
- Kimi to no nakushi mono (君とのなくしもの?) cantata da Ayaka Kitazawa (ep. 1-2, 4-5, 7)
- Song for friends cantata da Rita (ep. 3, 8-9)
- Hanabi cantata da Lia (ep. 6)
- Boys be Smile cantata da Suzuyu (ep. 10)
- Haruka Kanata (遥か彼方?) cantata da Rita (ep. 11)
- Little Busters! -Little Jumper Ver.- by Rita (ep. 13)

Brani inseriti
- Song for friends cantata da Rita (ep. 13)

### Little Busters! EX
Sigla di apertura
- Little Busters! EX cantata da Rita

Sigle di chiusura
- Mezameta asa ni wa kimi ga tonari ni (目覚めた朝にはきみが隣に?) cantata da Suzuyu (ep. 1-3, 5, 7)
- Saya's Song cantata da Lia (ep. 4)
- Alicemagic (Rockstar Ver.) cantata da Rita (ep. 6)
- Alicemagic cantata da Rita (ep. 8)

## Episodi
Little Busters!
| Nº  | Giapponese 「Kanji」 - Rōmaji                                                                   | In onda          | In onda |
| Nº  | Giapponese 「Kanji」 - Rōmaji                                                                   | Giapponese       |         |
| 1   | 「チーム名は…リトルバスターズだ」 - Chīmu mei wa...Ritoru Basutāzu da                           | 6 ottobre 2012   |         |
| 2   | 「君が幸せになると、私も幸せ」 - Kimi ga shiawase ni naru to, watashi mo shiawase               | 13 ottobre 2012  |         |
| 3   | 「可愛いものは好きだよ、私は」 - Kawaii mono wa suki da yo, watashi wa                          | 20 ottobre 2012  |         |
| 4   | 「幸せのひだまりを作るのです」 - Shiawase no hidamari o tsukuru no desu                         | 27 ottobre 2012  |         |
| 5   | 「なくしものを探しに」 - Nakushimono o sagashi ni                                               | 3 novembre 2012  |         |
| 6   | 「みつけよう すてきなこと」 - Mitsukeyō suteki na koto                                          | 10 novembre 2012 |         |
| 7   | 「さて、わたしは誰でしょう?」 - Sate, watashi wa dare deshō?                                    | 17 novembre 2012 |         |
| 8   | 「れっつ、るっきんぐふぉーるーむめいとなのです」 - Rettsu, rukkingu fō rūmumeito nano desu      | 24 novembre 2012 |         |
| 9   | 「学食を救え」 - Gakushoku o sukue!                                                             | 1º dicembre 2012 |         |
| 10  | 「空の青 海のあを」 - Sora no ao umi no ao                                                      | 8 dicembre 2012  |         |
| 11  | 「ホラー・NO・RYO大会」 - Horā no ryo taikai                                                    | 15 dicembre 2012 |         |
| 12  | 「無限に続く青い空を」 - Mugen ni tsuzuku aoi sora o                                            | 22 dicembre 2012 |         |
| 13  | 「終わりの始まる場所へ」 - Owari no hajimaru basho e                                            | 5 gennaio 2013   |         |
| 14  | 「だからぼくは君に手をのばす」 - Dakara boku wa kimi ni te o nobasu                             | 12 gennaio 2013  |         |
| 15  | 「ムヒョッス、最高だぜ」 - Muhyossu, saikō da ze                                                | 19 gennaio 2013  |         |
| 16  | 「そんな目で見ないで」 - Sonna me de minai de                                                   | 26 gennaio 2013  |         |
| 17  | 「誰かにそばにいて欲しかったんだ」 - Dareka ni soba ni ite hoshikattan da                       | 2 febbraio 2013  |         |
| 18  | 「答えは心のなかにあるんだ」 - Kotae wa kokoro no naka ni arun da                               | 9 febbraio 2013  |         |
| 19  | 「きっと、ずっと、がんばるのです」 - Kitto, zutto, ganbaru no desu                              | 16 febbraio 2013 |         |
| 20  | 「恋わずらいをいやせ」 - Koiwazurai o iyase                                                     | 23 febbraio 2013 |         |
| 21  | 「50ノーティカルマイルの空」 - 50 nōtikaru mairu no sora                                        | 2 marzo 2013     |         |
| 22  | 「わたし、必ず戻ってきます」 - Watashi, kanarazu modotte kimasu                                 | 9 marzo 2013     |         |
| 23  | 「あなたの大切なもののために」 - Anata no taisetsu na mono no tame ni                           | 16 marzo 2013    |         |
| 24  | 「鈴ちゃんが幸せならわたしも幸せだから」 - Rin-chan ga shiawase nara watashi mo shiawase dakara | 23 marzo 2013    |         |
| 25  | 「最後のひとり」 - Saigo no hitori                                                              | 30 marzo 2013    |         |
| 26  | 「最高の仲間たち」 - Saikō no nakamatachi                                                       | 6 aprile 2013    |         |
| OAV | 「世界の斉藤は俺が守る!」 - Sekai no saitō wa ore ga mamoru!                                    | 28 agosto 2013   |         |

Little Busters! Refrain
| Nº | Giapponese 「Kanji」 - Rōmaji                                | In onda          | In onda |
| Nº | Giapponese 「Kanji」 - Rōmaji                                | Giapponese       |         |
| 1  | 「それは突然やってきた」 - Sore wa totsuzen yatte kita       | 5 ottobre 2013   |         |
| 2  | 「そのときも雨が降っていた」 - Sono toki mo ame ga futte ita | 12 ottobre 2013  |         |
| 3  | 「ずっとここにいたかった」 - Zutto koko ni itakatta          | 19 ottobre 2013  |         |
| 4  | 「理樹と鈴」 - Riki to Rin                                   | 26 ottobre 2013  |         |
| 5  | 「最後の課題」 - Saigo no kadai                              | 2 novembre 2013  |         |
| 6  | 「逃亡の果てに」 - Tōbō no hate ni                           | 9 novembre 2013  |         |
| 7  | 「5月13日」 - Gogatsu jū-san-nichi                           | 16 novembre 2013 |         |
| 8  | 「最強の証明」 - Saikyō no shōmei                            | 23 novembre 2013 |         |
| 9  | 「親友の涙」 - Tomo no namida                                | 30 novembre 2013 |         |
| 10 | 「そして俺は繰り返す」 - Soshite ore wa kurikaesu            | 7 dicembre 2013  |         |
| 11 | 「世界の終わり」 - Sekai no owari                            | 14 dicembre 2013 |         |
| 12 | 「お願いごとひとつ」 - Onegaigoto hitotsu                    | 21 dicembre 2013 |         |
| 13 | 「リトルバスターズ」 - Ritoru Basutāzu                       | 28 dicembre 2013 |         |

Little Busters! EX
| Nº | Giapponese 「Kanji」 - Rōmaji                                  | Prima edizione   | Prima edizione |
| Nº | Giapponese 「Kanji」 - Rōmaji                                  | Giapponese       |                |
| 1  | 「諜報員 朱鷺戸沙耶」 - Chōhōin Tokido Saya                    | 29 gennaio 2014  |                |
| 2  | 「迷宮の二人」 - Meikyū no futari                              | 26 febbraio 2014 |                |
| 3  | 「闇の執行部」 - Yami no shikkō-bu                             | 26 marzo 2014    |                |
| 4  | 「いつか、どこかで…」 - Itsuka, doko ka de…                    | 23 aprile 2014   |                |
| 5  | 「佐々美、猫になる」 - Sasami, neko ni naru                    | 27 maggio 2014   |                |
| 6  | 「誰かが願った小さな世界」 - Dareka ga negatta chiisa na sekai | 24 giugno 2014   |                |
| 7  | 「佳奈多の秘密」 - Kanata no himitsu                           | 30 luglio 2014   |                |
| 8  | 「僕たちの絆」 - Bokutachi no kizuna                           | 30 luglio 2014   |                |